# やわらか忍法SOS
『やわらか忍法SOS』（やわらかにんぽうエスオーエス）は、帯ひろ志による日本の漫画作品。

## 概要
2003年9月号に掲載された読み切り作品『柔か忍法SOS』をプロットにしている。帯は同誌で『がんばれゴエモン』のコミカライズを手掛けており、同作ではゴエモンシリーズよりもお色気描写がさらに過激になっている。最終回後に『コミックボンボン』がリニューアルされ、その2年後に休刊したため、結果的に『コミックボンボン』最後のお色気漫画となった。
単行本は2021年現在は絶版となっている。一方電子書籍は「マンガ図書館Z」から全3巻が無料配信されている。

## あらすじ
ある日突然轟快太は、婿候補として百池（ももいけ）の里に連れて来られた。その地で忍術を体得できれば明日香姫と結婚して殿様になれると言われるが、落第すればユリネと結婚させられ労働力として使われる事に。快太の将来を懸けた忍術修行が始まる。

## 登場人物

### 主要人物
轟 快太（とどろき かいた）
本作の主人公。11歳。先祖が百池の者と関わった縁で明日香の婿候補として選ばれる。
忍者として修業したり活動する際には、黄緑色を基準とした忍装束を纏っている。
アヤメ
百池の里のくノ一で、快太の教育係。
常にパンチラするほどに丈の短いスカートが特徴の、青を基準とした忍装束を纏っている。
所謂お色気キャラであり、敵側の忍者や敵の術によって洗脳された快太、果てには野生のクマの攻撃によって服を破かれて、幾度もブラジャーやパンティを晒されたり下着姿にされている。
明日香と獣兵衛の結婚を阻止するため会場に乱入するもあえなく捕まり磔にされた際には、獣十衛に羽箒によるコチョコチョ拷問の後ビキニのブラを剥ぎ取られ生パイを獣兵衛とその部下大勢に目撃されている。
バストのサイズは、後述の梅浦那闇によると92のDカップとの事。
明日香（あすか）
百池の里の姫君。常に笑みを絶やさない美少女で、快太を気に入っている。
百池の里で育ったゆえにかなりの世間知らずで、快太の前で堂々と全裸になったり、男の裸体にも全く動じないほどの天然ボケ。

### 百池の里
おばば
快太のお目付け役の老女。若い頃はアヤメによく似た美女だった。
ユリネ
明日香と同じく快太の嫁候補である少女。怪太が絶句するほどの醜女で、快太を狙っているが、獣兵衛のことも気に入ってしまう。

### 蜘蛛隠れ
野乳 獣兵衛Jr.（やにゅう じゅうべえジュニア）
蜘蛛隠れの党首。一見すると美男子だが、快太と同じくスケベな性格。明日香を狙っており、他の明日香の婿候補となる男を抹殺したり、力づくで拉致するなど手段を選ばない。

イズナ
獣兵衛の妹。極度の男嫌いでその辛辣さから獣兵衛に恐れられている。
快太の抹殺に赴くが、ふとしたアクシデントで快太にキスをしたことがきっかけで彼に惚れ込み、執着するようになる。
五霧（ゴリ）
獣兵衛の側近。
ポコ丸 / ポコ美
蜘蛛隠れに所属する忍犬。犬でありながら蹴り技を特に金的攻撃を得意しており、これまでに多くの男の睾丸を蹴り潰してきた（その威力は五霧曰く「本気を出せば岩をも砕く」ほど）経歴を持つ。脚が短いことを指摘されると激昂する。捨て犬の百池に潜入し快太を襲撃するも、返り討ちに遭い逆に蹴り潰されてしまう。その後は元オス犬の「ポコ美」として生きる羽目になってしまい、以降は快太を逆恨みする様になる。

#### 蜘蛛隠れ流くノ一
梅浦 那闇 （うめうら なやみ）/ 歌姫なやや
蜘蛛隠れ流くノ一の一人で、普段は人気アイドルとして活動している。くノ一としての実力も高く、99のFカップを誇るバストを持つが、本物ではなく胸部に風船を仕込んでいるだけである。
お銀
蜘蛛隠れ流くノ一の一人で、ポコ丸の上司。499人もの男の睾丸を潰してきた経歴から「玉潰しのお銀」という二つ名を持つ。
快太の睾丸を狙うもアヤメに阻まれて失敗した。最終話にも登場し、蜘蛛隠れの襲撃から逃げようとする快太を襲うもおばばに返り討ちにされた。
パイアール
蜘蛛隠れ流くノ一の一人で、「蜘蛛隠れ流女王様」と自称する。ホレホレ催眠忍法を使い、快太を催眠でしもべにしてアヤメと同士討ちさせようとする。
この催眠術は一度かかれば死ぬまで解けないとされていたが、愛情を込めた口づけをすれば解けるという弱点があり、アヤメのキスによって快太は催眠から覚めてしまい目論見は失敗。懲りずに快太をまたしもべにしようとするも、その際にパイアールの胸に見惚れた快太を巨大ハンマーで制裁するアヤメの姿に恐怖して逃走する。

### その他
熊
「修行三」に登場した、不動の滝にある毒消し草を取りに来たアヤメの前に現れた、野生の熊。相当スケベな性格で、アヤメのパンティを脱がしたり、彼女の服を爪で引き裂いてブラジャーやパンティを晒したりして喜んでいたが、アヤメが放った「やわらか忍法　岩山龍衝斬」の威力を目の当たりにして、あっさりと白旗を振った。
快次郎
「修行七」に登場した忍者の幽霊。渚という婚約者がいたが修行中に溺死してしまい、彼女に思いを伝えられないまま死んでしまった未練から現世を彷徨い49番地に現れる幽霊として里の住人から恐れられていた。出会った快太に乗り移って渚を探して騒動を起こし、出会ったおばばを妖怪扱いしアヤメを渚と勘違いして襲うも、おばばの仕草から彼女が渚であった事に気づき、未練を果たせたとして快太に感謝しながら成仏した。

## 用語集
百池の里
忍びの一族が住む隠れ里。里には何故か女しか産まれないため、縁戚にあたる男を婿として迎えるなどをして血脈を繋いでいる。里の周囲には結界が張られているため、余所者が近づくことは出来ない。
蜘蛛隠れ
百池と敵対している忍びの一族。

## 書誌情報
- 帯ひろ志『やわらか忍法SOS』講談社〈講談社コミックボンボン〉、全3巻
  1. 2004年10月初版発行[1]、ISBN 4-06-332012-X
  2. 2005年6月初版発行[2]、ISBN 4-06-332025-1
  3. 2005年12月初版発行[3]、ISBN 4-06-332039-1